# Suporn Watanyusakul
Suporn Watanyusakul est un chirurgien plastique et reconstructiviste de la province de Chonburi, en Thaïlande. Il est considéré par certains comme un chef de file mondial des procédures chirurgicales pour les personnes transgenre. Il effectue la chirurgie de féminisation faciale et la chirurgie de réattribution sexuelle (CRS) pour les femmes trans.
La méthode du Dr Suporn diffère de la plupart des CRS MtF dans la mesure où il n'utilise pas la méthode d'inversion pénienne. Il construit plutôt le canal vaginal avec la peau scrotale, et il utilise les tissus du pénis pour les lèvres, le clitoris, et d'autres caractéristiques externes. De la greffe de peau du pli de l'aine est utilisée pour la muqueuse vaginale dans les cas d'insuffisance de peau scrotale. La méthode du Dr Suporn offre généralement un meilleur rendu de néo-vagin que la technique standard d'inversion du pénis[réf. nécessaire], et les zones concernées ont également une plus grande sensibilité; le Dr Chettawut, autre chirurgien thaïlandais réputé utilise une technique similaire inspirée de Suporn. La forme de la vaginoplastie a été désignée "technique Suporn". Le Dr Suporn conserve toujours la glande de Cowper ou glande bulbo-urétrale. Chez les femmes non-biologiques, cette glande bulbo-urétrale est responsable du liquide incolore et lubrifiant qui est sécrété lors de l'excitation sexuelle, et qui s'ajoute à la lubrification naturelle.